# Honrarás a los tuyos
Honrarás a los ruyos fue el título de una telenovela mexicana producida por Colgate-Palmolive y Telesistema Mexicano en 1959 y que fue transmitida de lunes a viernes a las 6:30PM por el Canal 4 de Telesistema Mexicano.
La telenovela fue dirigida por el gran Rafael Banquells quien ya había ganado experiencia con sus proyectos anteriores, la telenovela contó con una historia original de Kenya Perea, una de las escritoras más talentosas de los inicios de la televisión en México.
Fue protagonizada por un corto elenco de tres actores, quienes eran Dalia Iñiguez y el debut en televisión de Carlos Agostí y como villana Pilar Pellicer.

## Elenco
- Dalia Íñiguez
- Carlos Agostí
- Pilar Pellicer
- Nelida Ponce

## Otras versiones
- Televisa realizó en 1979 otra versión de esta telenovela con el mismo título y protagonizada por Irma Lozano y Enrique Novi.